# Son Gohan
Son Gohan (孫 悟 飯) es un personaje ficticio de la serie de manga Dragon Ball, creada por Akira Toriyama. Gohan es presentado como el primer hijo del protagonista Goku y su esposa Chi-Chi. Hace su primera aparición en el capítulo # 196 Kakarrot (カ カ ロ ト Kakarotto), publicado por primera vez en la revista Weekly Shōnen Jump el 8 de octubre de 1988.

## Biografía

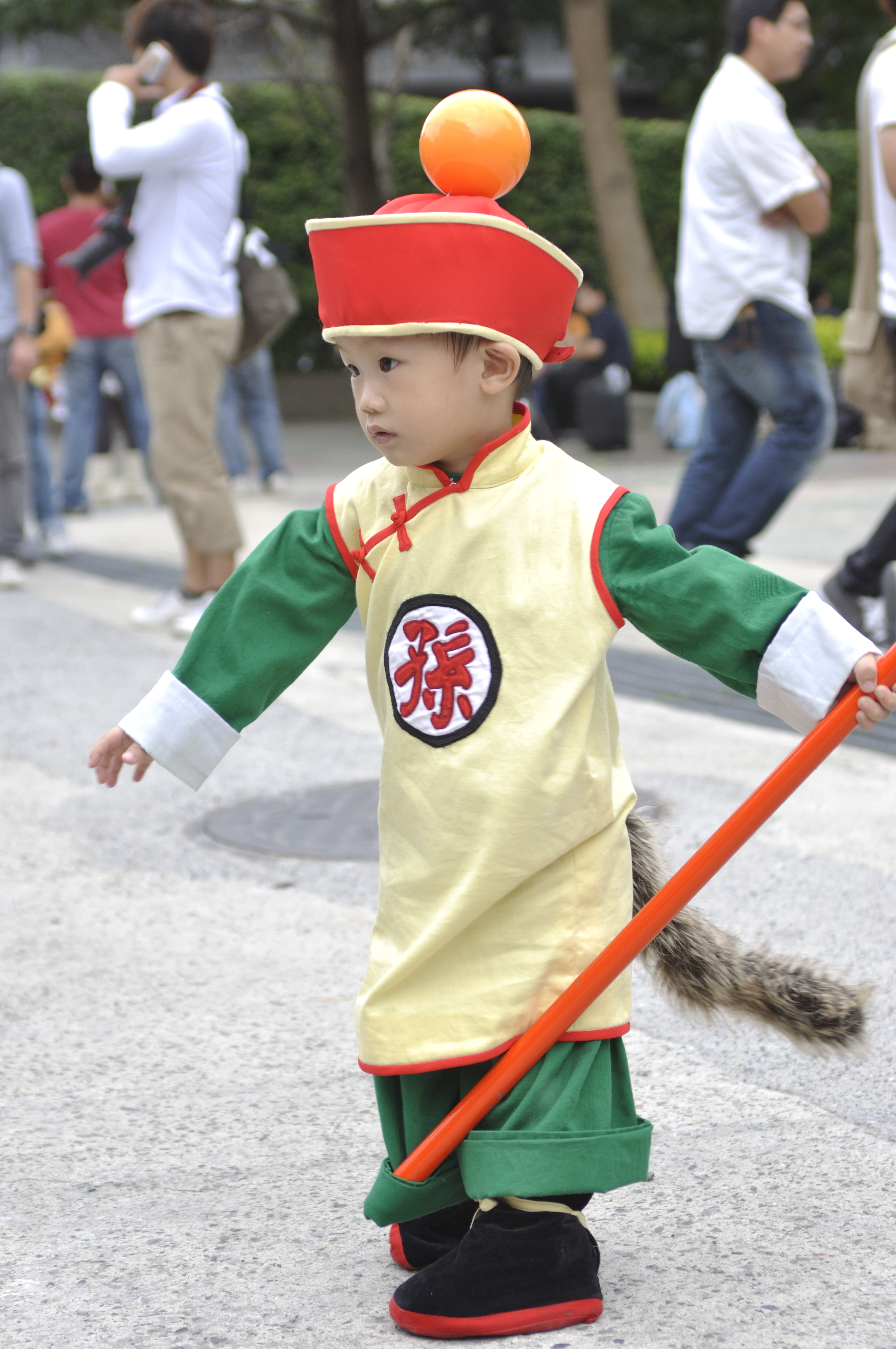
Cosplayer caracterizando al personaje según la edad y apariencia que poseía al inicio del arco de los saiyajins.

Es el primer hijo de Son Gokū y Chi-Chi, hermano mayor de Son Goten, esposo de Videl, con quien tiene una hija llamada Pan. Es mitad Saiyajin y mitad humano. El nombre de Gohan es un juego de palabras entre la palabra "gohan" (御飯, comida, arroz en japonés) y el nombre fue dado por su padre en honor a su abuelo adoptivo Son Gohan. En la saga de Cell tomó un rol importante ya que él terminó vencedor con la batalla con Cell. En la saga de Buu también tomó un rol importante en una de las batallas con Buu en la cual despertó su poder escondido gracias al supremo Kaio-Sama de hace 15 generaciones. En la saga de Dragon Ball Super inicialmente tiene un papel secundario al haberse alejado de las artes marciales y dedicándose a ser un erudito, pero a pesar de no entrenar puede transformarse como Super Saiyajin. Gohan aún utiliza su traje de Gran Saiyaman ya que Videl se lo permite y disfruta de sus poses ridículas para algunos; tiene un gran amor hacia su esposa Videl y su hija Pan, ya que él siempre se rendiría ante ellas tal como lo dijo Videl en el capítulo 74. Pasa a tener un papel principal al ser uno de los 10 guerreros participantes. Entrenó con Piccolo y sacó su poder dormido para luego tener una batalla con su padre, en la que peleó con todo su poder pero fue derribado por Goku. En la Película de Dragon Ball Super Super Hero Gohan adquiere un rol protagónico junto a su Maestro Piccolo, al ver a este último derrotado adquiere una nueva transformación llamada "Modo Bestia" y derrota a Cell Max con un Makankosappo.

## Crítica
Gohan resultó el personaje más querido de Dragon Ball según una encuesta realizada en 1993 entre los lectores del Weekly Shōnen Jump y también resultó el tercer personaje más votado por los seguidores de la serie en una encuesta realizada en 2004 para el libro Dragon Ball Forever. La popularidad del personaje llevó a la creación de figuras de acción, videojuegos y artículos de vestimenta con su figura, entre otros, comercializados tanto en Japón como en distintos países del mundo. La actriz de voz responsable de doblar al personake de Gohan, Masako Nozawa, declaró en 1997 que su episodio favorito para doblar fue el capítulo 9 de Dragon Ball Z, titulado Perdóneme señor Robot, lágrimas que desaparecen en el desierto. Mereció comentarios positivos la relación de Gohan con su mentor Piccolo durante la Saga de los Saiyajins, elogiada por su "complejidad" y por "culminar en un momento verdaderamente emotivo e inspirador que no se suele esperar de la serie de anime promedio". Tomoko Hiroki de Bandai Namco consideró a Gohan su personaje preferido de la serie.
La mayor parte de la crítica positiva al personaje de Gohan se relaciona con su papel en la Saga de Cell de Dragon Ball Z. El comentarista de IGN D. F. Smith apreció que durante los Cell Games Gohan recibiera más tiempo en pantalla que Goku y elogió sus escenas como los momentos más distintivos de esa saga. Theron Martin de Anime News Network celebró el desarrollo del personaje de Gohan durante los Cell Games conforme crece y se hace más fuerte. Sus batallas contra Cell durante esta saga y su transformación en Supersaiyajin 2 fueron considerados como algunas de las mejores de toda la serie, con comentarios además elogiosos sobre la calidad de la animación Tanto Anime Focus como John Begley consideraron que Dragon Ball Z podría haber concluido con la derrota de Cell a manos de Gohan; para el segundo, haber puesto término a la historia en ese momento "habría dado un dramatismo y cierre que vistos retroactivamente habrían tenido mayor sensación de propósito y profundidad". Luke Ryan Baldock de The Hollywood News evaluó que el eje de los Cell Games fue el progreso del personaje de Gohan hasta llegar a igualar a su padre Goku en habilidades, considerando que "fascinante ver el desarrollo de relación" entre ambos. El crítico Nick Hartel expresó a su vez su agrado por la "continua elevación de Gohan", algo que "resulta bien resuelto desde un punto de vista narrativo" durante los últimos episodios de la Saga de Cell. Todd Douglass Jr. escribió que la serie divide su atención entre las distintas trayectorias de Goku y Gohan, "una forma interesante de manejar el curso de la historia que también es importante porque muestra el crecimiento de Gohan como persona y como guerrero".
El papel y el carácter de Gohan en el tramo final de la serie recibieron tanto críticas positivas como negativas. El crítico Michael Zupan expresó su desilusión sobre el personaje: "Gohan supo ser el guerrero más prometedor de la galaxia, con potencial para sobrepasar incluso a su padre, Goku... ¿y dónde está siete años después? ¿Disfrazado con capa verde, calzas negras y un casco de Perdidos en el espacio para castigar a los ladrones?". Anime Focus encontró gracioso el disfraz del Gran Saiyaman y su relación "torpe pero sincera" con Videl, aunque consideró al mismo tiempo la trama "poco inspirada, tediosa y muy chata en contraste con las aventuras de alto vuelto de sagas anteriores". Brad Stephenson argumentó que el crecimiento biológico del personaje y su mayor "complejidad emocional" dieron a Dragon Ball Z "un auténtico sentido de progreso y sentido". Algunos seguidores de la historia, no obstante, apreciaron el tono cómico, paródico y despreocupado de la saga del Gran Saiyaman. Josh Begley disfrutó ver a Gohan tratando de encontrar su lugar en la escuela secundaria y en su papel de hermano mayor de Goten, aunque no encontró gracioso el disfraz del Gran Saiyaman y sintió vergüenza ajena por el personaje. A su vez, Anime Focus se manifestó sorprendida por la pelea de Gohan contra Majin Boo luego de que este incrementara su poder, "una rara oportunidad de usar sus músculos" al darle a Majib Boo "una paliza fenomenal".
Gohan aparece primero en la lista de "Los diez personajes más desaprovechados de Dragon Ball" escrita por Santiago Rashad, redactor de The Artifice. Rashad argumenta que el papel del personaje sufrió el revés de que los seguidores de la serie no quisieran verlo convertido en el protagonista principal después de la derrota de Cell: "Los seguidores nunca lo aceptaron y por tanto una historia que debía pasar a ser la suya nunca se volvió tal". Su historia se convirtió en una subtrama y el personaje se vio relegado al banco de suplentes después de ser el jugador estrella ante Cell".
Sam Leach de Anime News Network destacó que los seguidores de la serie suelen bromear con que Piccolo es una mejor figura paterna para Gohan que su verdadero padre, Goku, y tuvo la impresión de que Dragon Ball Super lo enfatizó más aún cuando Piccolo volvió a entrenar a Gohan. Por otro lado, Leach criticó la manera en que Super intenta enseñar "lecciones de vida" a un Gohan adulto. El autor consideró un mal recurso de la trama el hecho de que Piccolo tratara a Gohan de "arrogante", teniendo en cuenta la bondad y humildad que siempre caracterizaron al personaje.